# Harlan Page Kelsey
Harlan Page Kelsey ( 1872 - 1959) fue un botánico, arquitecto paisajista, horticultor estadounidense.
Su padre, Samuel T. Kelsey, Sr., era un hombre inquieto que dejó el Oeste para hacer vida de montaña en el sudeste de Estados Unidos. Harlan siguió a su familia a las montañas, donde abrió su primera guardería en Highlands, Carolina del Norte.
En 1912, se trasladó más al norte, a Salem. Allí entonces trabajó para promover la nueva ciencia de la planificación urbana, influenciada por el arquitecto paisajista y urbanista Frederick Law Olmsted, de Harvard Arnold Arboretum.
Ayudó a establecer el "Parque nacional de Shenandoah", en Virginia; y trabajó para preservar los Everglades en Florida y las Montañas Blancas de New Hampshire. Luego trabajó en el Parque nacional Yellowstone y estableció la histórica Arboretum Kelsey en Boxford, Massachusetts. Gran parte de la identidad de Salem como una ciudad de finos parques se debe a la formación tradicional de Kelsey y a su visión urbanística. Fue una figura influyente a nivel nacional desde el sur de EE. UU., a Boston y Salem (Massachusetts).

## Algunas publicaciones
- 1945. Improving Marion, South Carolina: a report to the Mayor and City Council. 13 pp.

- 1944. Grandfather Mountain, shall it be saved?. Ed. Am. Planning and Civic Assoc. 5 pp.

- 1939. Government competition against the nursery industry in Massachusetts. 1 pp.

- 1907. Some information about the root "sang" or ginseng and cultural directions: together with prices for seeds and plants. 8 pp.

### Libros
- 1946. Flora of Grandfather Mountain. Ed. National Parks Association. 12 pp.

- --------------, william a. Dayton. 1942. Standardized Plant Names. 2.ª ed. Harrisburg

- 1922. Kelsey's hardy American plants and specimen evergreens. 44 pp.

- 1913. Preliminary report of Committee on Standardization of Horticultural Trade Practice. Ed. American Association of Nurserymen. 13 pp.

- frederick law Olmsted, harlan Page Kelsey. 1908. The smoke nuisance ( la molestia del humo). N.º 1 de Pamphlets. Ed. American Civic Association, Dept. of Nuisances. 56 pp. Reimprimió Kessinger Publ. LLC, 2010. 52 pp. ISBN 1-161-70850-2

- 1907. Beautifying & improving Greenville, South Carolina: Report to the Municipal league, Greenville, South Carolina. 48 pp.

- --------------, irving tracy Guild. 1905. The improvement of Columbia S.C. Ed. Mount Pleasant Press. 88 pp.

## Honores
- Miembro y presidente del "Appalachian Mountain Club"
- Miembro del "Southern Appalachian National Park Committee"
- Miembro del "American Joint Committee on Horticultural Nomenclature"

- La abreviatura «H.P.Kelsey» se emplea para indicar a Harlan Page Kelsey como autoridad en la descripción y clasificación científica de los vegetales.[1]